# Cicle de Rankine orgànic
El Cicle de Rankine Orgànic (ORC són les sigles del seu nom en anglès) és un model de predicció del funcionament d'un sistema de turbines de vapor que utilitza un fluid orgànic d'alt pes molecular amb un canvi de fase de líquid a vapor o punt d'ebullició, que s'esdevé a temperatura més baixa que el canvi de fase d'aigua a vapor.
L'ús d'aquests fluids permet utilitzar el cicle de Rankine per a la recuperació de calor de fonts de temperatura més baixa, com la combustió de residus industrials, la calor geotèrmica, col·lectors solars tèrmics, etc. Aquesta font de més baixa temperatura es converteix en treball útil, que en si pot ser convertit en electricitat.